# Josh Kline
Josh Kline (* 29. Dezember 1989 in Hoffman Estates, Illinois) ist ein ehemaliger US-amerikanischer American-Football-Spieler in der National Football League (NFL). Er spielte als Offensive Guard für die New England Patriots, mit denen er den Super Bowl XLIX gewinnen konnte, für die Tennessee Titans sowie die Minnesota Vikings.

## College
Kline, der schon früh sportliches Talent zeigte und in der Highschool auch Ringen betrieb, besuchte die Kent State University und spielte für deren Mannschaft, die Golden Flashes, erfolgreich College Football. Er bestritt insgesamt 50 Spiele.

## NFL

### New England Patriots
Im NFL Draft 2013 fand er keine Berücksichtigung, wurde aber danach von den New England Patriots als Free Agent unter Vertrag genommen. In seiner Rookie-Saison war er zunächst Mitglied des Practice Squad, nach einigen Verletzungen im Team kam er in 7 Partien zum Einsatz, einmal davon als Starter, wobei er unterschiedliche Positionen in der Offensive Line bekleidete.
2014 spielte er sowohl als rechter als auch als linker Offensive Guard, auch in den Play-offs. Im Super Bowl XLIX, den die Patriots gegen die Seattle Seahawks gewinnen konnten, lief er allerdings nicht auf. 2015 bestritt er 14 Spiele, unterzog sich nach der Saison einer Schulteroperation und wurde knapp vor Beginn der Spielzeit 2016 entlassen.

### Tennessee Titans
Am 8. September 2016 unterschrieb Kline einen Vertrag bei den Tennessee Titans. Die ersten beiden Spiele musste er noch passen, danach kam er aber in allen Partien als rechter Offensive Guard zum Einsatz.

### Minnesota Vikings
Am 20. März 2019 statteten ihn die Minnesota Vikings mit einem Dreijahresvertrag über insgesamt 15,75 Millionen US-Dollar aus. Am 18. März 2020 wurde Kline von den Vikings entlassen. Er kam in 13 Spielen der Regular Season und in den beiden Play-off-Spielen für das Team zum Einsatz, drei Spiele verpasste er verletzungsbedingt.
Ende Juli 2021 erklärte Kline seinen Rücktritt vom aktiven Sport.